# Exequiel Bustillo
Exequiel Bustillo (Buenos Aires, 13 de marzo de 1893 - ibídem, 22 de mayo de 1973), abogado argentino.
Hijo del doctor José María Bustillo y de María Luisa Madero, nace en el seno de una familia de estrato social alto. Sus hermanos fueron el ingeniero José María Bustillo, ministro de Obras Públicas durante el mandato del gobernador bonaerense Manuel Fresco, y Alejandro Bustillo, arquitecto y pintor.
Se graduó de abogado en la Universidad de Buenos Aires en 1917. Fue Diputado en la Legislatura de la Provincia de Buenos Aires desde 1924 a 1927.
Al igual que el perito Moreno, Bustillo sostenía lo mismo que uno de los propiciadores del parque nacional de Yellowstone de Estados Unidos, John Muir: que de los posibles usos que presionarían sobre los parques, el turismo era la alternativa de uso más manejable y contribuyente. Tuvo una destacada gestión como Presidente de Parques Nacionales de Argentina. Por encargo suyo, su hermano Alejandro diseñó la Catedral de San Carlos de Bariloche, el hotel Llao Llao y otros edificios en la región del parque nacional Nahuel Huapi.
Publicó artículos sobre Derecho Romano, Literatura Histórica, flora de la Patagonia, política, industria lechera, y también sobre el problema del Canal de Beagle y el Glaciar Perito Moreno.
Escribió el libro "El Despertar De Bariloche".